# Jez se mnou
Jez se mnou (v originále Eat with Me) je americký hraný film z roku 2014, který režíroval David Au podle vlastního scénáře. Film popisuje vztah matky a syna, který je gay. Snímek byl v ČR uveden v roce 2015 na filmovém festivalu Febiofest.

## Děj
Emma odchází od svého manžela, ke kterému už necítí žádnou náklonnost. Dočasně se nastěhuje ke svému synovi Elliotovi, který vede rodinnou restauraci. Jejich vztah je už mnoho let komplikovaný od té doby, co Elliot rodičům oznámil, že je gay. Elliot se právě seznámil s hudebníkem Aidanem, ale zdá se mu obtížné usilovat o trvalý vztah. Emma se jen pozvolna smiřuje se synovým způsobem života, její novou kamarádkou a rádkyní se stává Elliotova sousedka Maureen. Elliot má problémy s vedením restaurace a hrozí mu bankrot. Emma naučí Elliota vařit některá nová jídla a také Aidan se mu snaží pomoci. Díky nim i dalším Elliotovým přátelům se podaří odvrátit uzavření restaurace.

## Obsazení
| Sharon Omi         | Emma    |
| Teddy Chen Culver  | Elliot  |
| Nicole Sullivan    | Maureen |
| George Takei       | George  |
| Aidan Bristow      | Aidan   |
| Jamila Alina       | Jenny   |
| Ken Narasaki       | Ray     |
| Scott Keiji Takeda | James   |
| Burt Grinstead     | Austin  |